# Accidente del Cessna 208 de Missinippi Airways
El lunes 4 de julio de 2011, un Cessna 208 Caravan de Missinippi Airways se estrelló cuando el piloto intentó abortar el despegue desde el Aeropuerto Pukatawagan. El avión se salió de la pista y se estrelló en un canal donde comenzó a arder y quedó totalmente destruido. Un pasajero murió, mientras que el piloto y los otros siete pasajeros resultaron heridos y fueron transportados al hospital. Ninguno de los trasladados al hospital presentaba heridas de carácter vital.

## Avión
El avión se trataba de una Cessna 208B Grand Caravan monomotor propiedad de Beaver Air Services y operada por Missinippi Airways; con registro C-FMCB y número de construcción 208B-1114. Fue fabricado y efectuó su primer vuelo en 2005.

## Accidente
Durante la carrera de despegue en la pista 33, el indicador de velocidad aerodinámica de la aeronave se elevó inicialmente a medida que la aeronave aceleraba y su rueda de morro se despegaba de la pista. Los flaps se ajustaron a 20° y el motor produjo potencia nominal. Durante el recorrido de despegue, la aeronave encontró varios puntos débiles cerca de la intersección de la calle de rodaje. El piloto aplicó presión hacia atrás en el yugo de control y una o ambas ruedas principales se levantaron brevemente de la pista, pero la velocidad aérea dejó de aumentar y la aeronave no permaneció en el aire. El piloto rechazó el despegue con aproximadamente 600 pies restantes de pista. El piloto seleccionó la potencia del motor en ralentí, el empuje de la hélice en reversa y los flaps a 0° para maximizar la tracción de frenado. La aeronave continuó pasando el final de la pista 33. La aeronave viajaba a una velocidad relativamente baja, pero el piloto no pudo detenerse antes de que la aeronave descendiera por la pendiente empinada y descendiera por un terraplén antes de detenerse en un barranco. Como resultado del impacto, la aeronave resultó dañada y su sistema de combustible se vio afectado, por lo que se produjo un incendio posterior al accidente.

## Investigación
Una investigación está siendo llevada a cabo por la Oficina de Seguridad en el Transporte de Canadá. Los hallazgos preliminares apuntaban a una salida de pista y posterior incendio, pero la causa es aún desconocida.

## Consecuencias
Las indicaciones de seguridad halladas por el Ministerio de Transporte de Canadá llevaron a la retirada del certificado de operador aéreo de Missinippi Airways. por motivos de seguridad. Sin esta, no es posible efectuar servicios comerciales en Canadá. El certificado de operador aéreo fue reinstaurado el 3 de septiembre de 2011.

## Reporte final
Un año después del accidente, la TSB de Canadá publicó su informe final diciendo que las causas del accidente fueron:
- Las condiciones de la pista, la técnica de despegue del piloto y las posibles condiciones cambiantes del viento se combinaron para reducir la tasa de aceleración de la aeronave durante el recorrido de despegue e impidieron que alcanzara la velocidad de despegue.
- El piloto rechazó el despegue más allá del punto desde el cual un despegue rechazado exitoso podría completarse dentro de la distancia de frenado disponible.
- La pronunciada caída y la pronunciada inversión de la pendiente al final de la pista 33 contribuyeron a las lesiones de los ocupantes y al daño del sistema de combustible que a su vez causó el incendio. Esto complicó la evacuación de los pasajeros e impidió el rescate del pasajero lesionado.
- El pasajero fallecido no llevaba el arnés de hombro disponible. Esto contribuyó a las graves lesiones recibidas como consecuencia del impacto cuando la aeronave llegó al fondo del barranco y finalmente a su muerte en el incendio posterior al impacto.[8]